# تاریخ کبریت در ایران

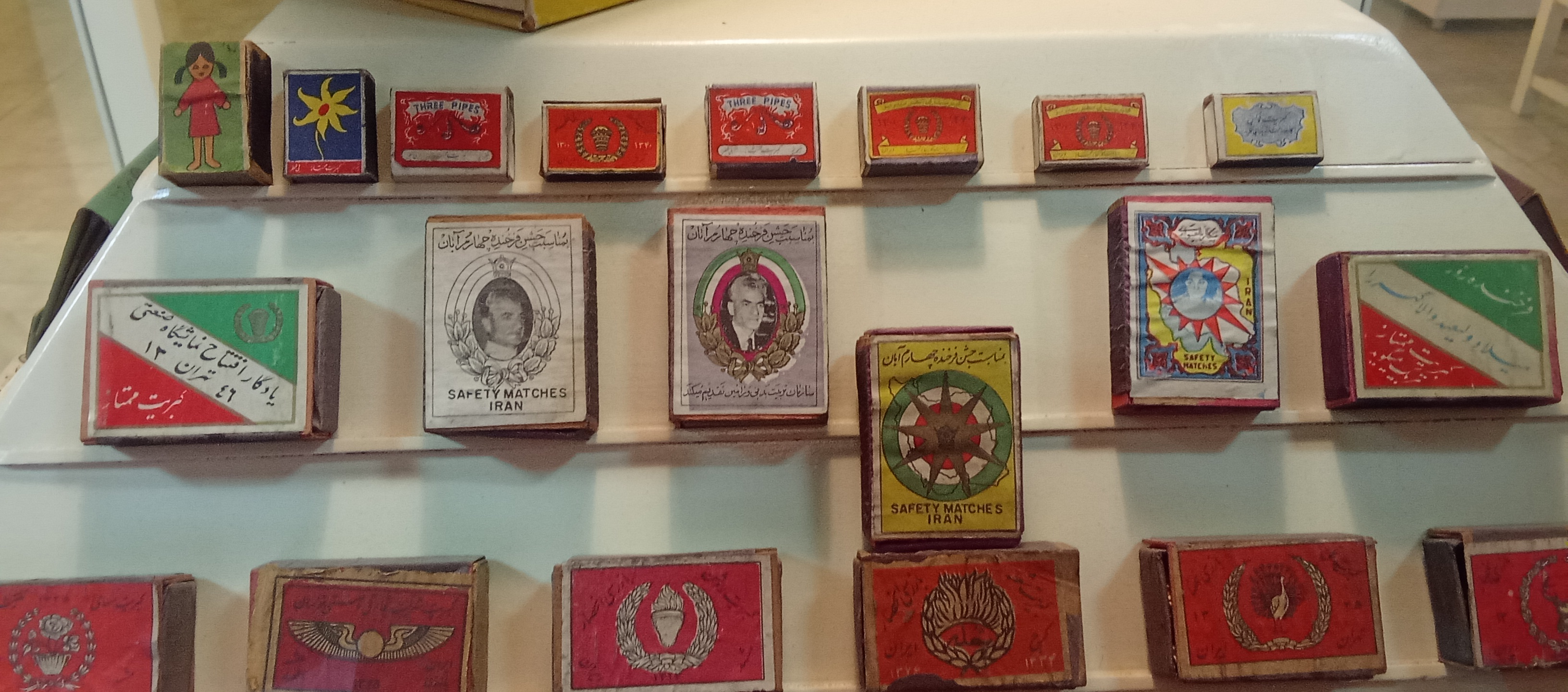
لیبل کبریت با طرح شاهنشاهی و ملی

کبریت در ایران برای نخستین بار در زمان قاجار به واسطه گردشگران و جهانگردان خارجی دیده شد. سپس کبریت‌های سوئدی و اتریشی به‌طور رسمی وارد شدند. میرزا مهدی خان‌شقاقی از رجال دوره ناصری می‌نویسد: «اولین دفعه که کبریت به ایران آمد، شخصی به نام «اسماعیل آتش» کبریت‌ها را در دست می‌گرفت و فریاد می‌کشید با آتش، آتش درست می‌کنم.». در ابتدا کبریت کالایی لوکس و اشرافی به حساب می‌آمد و در دسترس عموم مردم نبود و کاربرد آن بیشتر برای مصرف دخانیات بود تا مصارف آشپزخانه ای. چندین دهه به طول انجامید تا کبریت کالایی عمومی در اختیار مردم باشد. سپس کارگاه ها و کارخانجات زیادی مانند توکلی و ممتاز وارد تولید کبریت شدند و بازار را از انحصار کبریت های وارداتی خارج کردند، اما در دهه های بعد از انقلاب به مرور میزان مصرف و تولید کبریت کم شد تا در سال ۱۴۰۰ تنها ۴ شرکت تولیدی کبریت در فعالیت باشند.

## قبل از انقلاب

### تأسیس اولین کارخانه در تبریز

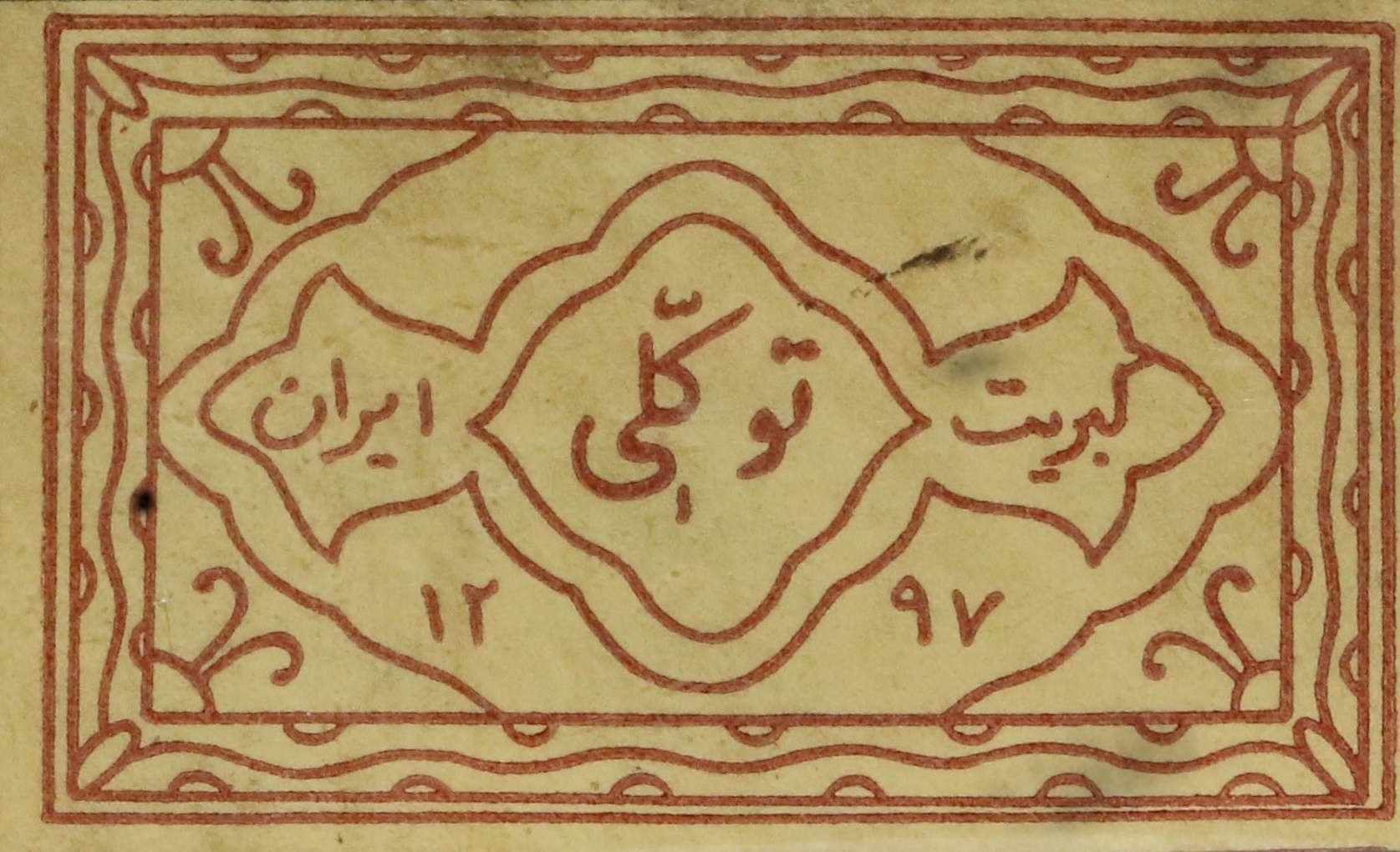
یکی از قدیمی ترین جلد های کبریت توکلی

اولین کارگاه‌های کبریت سازی در ایران توسط تقی توکلی و میرزاحسین واعظ در سال ۱۲۹۷ در تبریز دایر شد. و سپس بعد از آن محمدرحیم خویی کارخانه کبریت ممتاز را در همان شهر دایر نمود. پس از مشروطه مجلس به دنبال خلع ید استعمار و دخالت‌های خارجی در ایران بود و مشتاق اعطای امتیاز به موسسات ایرانی، با تصاحب امتیاز ۱۵ ساله انحصار کبریت توسط کارخانه ممتاز در آذربایجان، عرصه رقابت برای کبریت توکلی به‌طور کلی بسته شد و منجر به تعطیلی کارخانه گردید. گرچه همچنان مخفیانه به فعالیت خود ادامه می‌داد. این دو کارخانه در سال‌های متمادی درگیر دعواهای حقوقی با یکدیگر بوده‌اند. پس از اعطای امتیاز به کبریت ممتاز دیگران در دیگر استان‌ها برآن شدند که امتیاز محلی کبریت را دریافت کنند مانند میرزا ابوطالب اسلامیه در تهران و محمد دانش بزرگ‌نیا در خراسان.

### بازدید رضاشاه از کارخانه ممتاز
در جریان بازدید رضاشاه از کارخانه کبریت ممتاز در روزنامه اطلاعات ۲۷ شهریور ۱۳۰۶ در صفحه دوم نوشته شده است:
«کارگران کارخانه کبریت خاصی به او دادند: یک جعبه کبریت طلا! قوطی مذکور از طلای خالص و روی آن یک شیر و خورشید از طلا، یک تاج با برگ خرما از برلیان و دو بیرق ایران در دو طرف تاج از یاقوت، الماس و زمرد به طوری که برجسته بوده است. پشت قوطی نیز دورنمای کارخانه را ترسیم نموده بودند و در ذیل آن عبارت «تقدیمی کارگران کارخانه کبریت‌سازی تبریز» رسم شده بود. داخل قوطی از مخمل و یک جعبه کبریت سه رنگ بغلی در آن قرار داده شده بود.»

### کبریت تهران و تأسیس انحصارات

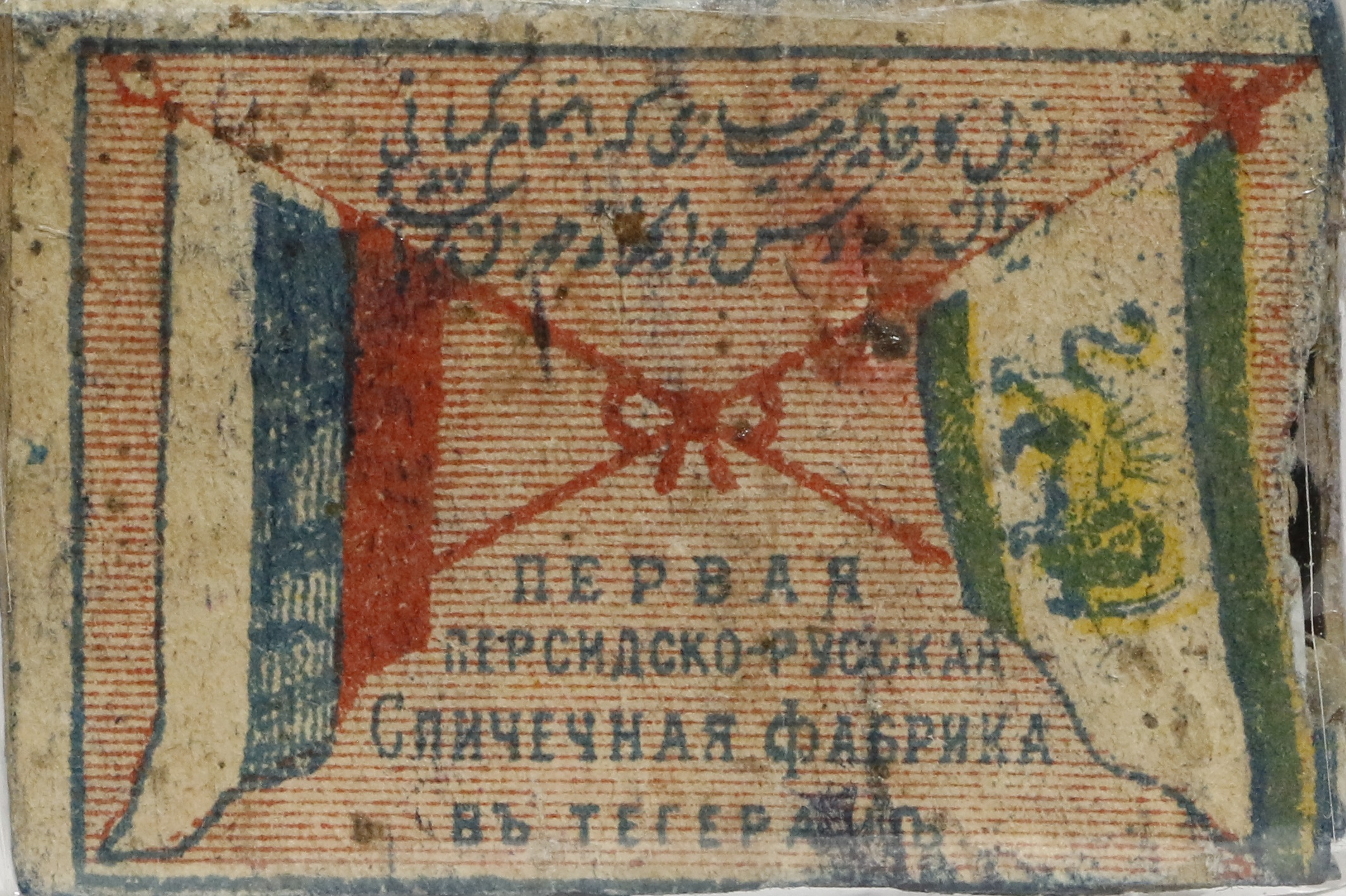
اولین کبریت تولید شده در ایران به واسطه امین‌الدوله با همکاری روس ها

گرچه تبریز در تولید کبریت پیشگام بوده ولی منحصراً جزو اولین تلاش‌ها نبوده و تهران به دلیل موقعیت خاص خود زودتر به فکر تولید کبریت بوده است. در اواخر سلطنت ناصرالدین شاه قاجار، برادران پولیاکوف با مشارکت امین‌الدوله توانستند اولین کارگاه کبریت سازی را در تهران با نام کبریت تهران دایر نمایند. این کارخانه به دلیل ناتوانی در تأمین مواد اولیه و همچنین دسیسه‌های روسیه به تعطیلی کشانده شد. مشابه اتفاقی که برای کارخانه قندسازی امین‌الدوله اتفاق افتاد.
در سال ۱۳۱۰ مصوب ۱۹ اسفند قانون انحصارات که شامل قند، شکر و کبریت می‌شد، تولیدکنندگان را مجاب به فروش محصول خود به دولت می‌کرد و دولت تنها بانی رسمی واردات، خرید و فروش این اقلام در کشور بود. عواید این انحصار صرف بودجه «صحیه عمومی» می‌شد. پس از اجرای این قانون در سال ۱۳۱۲ کبریت‌ها با برچسب تفتیش انحصار وارد بازار شد که پس از آن به بازرسی انحصار تغییر یافت. در دوران انحصارات حق چاپ لیبل تنها در اختیار دولت بود و این لیبل‌ها با عناوین اشاره شده با قیمت ۲ شاهی ارائه می‌شد که این برچسب‌ها در چاپخانه مجلسی شورای ملی به چاپ می‌رسیدند.
به مصوب ۱۳ دی‌ماه ۱۳۱۱ مجلس شورای ملی، ایران به قرارداد بین‌المللی منع استفاده از فسفر سفید در ساخت کبریت ملحق شد، طبق کنوانسیون برن (۱۹۰۶) استفاده از فسفر سفید در تولید کبریت به این علت که بیماری فک فسی را برای کارگران به همراه داشت منع شد، این بیماری با درد شدید فک و تخریب استخوان فک همراه بود و می‌توانست منجر به مرگ شود.
بر اساس گزارش وزارت صنایع و معادن پهلوی در طی سال‌های ۱۳۲۰ تا ۱۳۳۳ مصرف کبریت از ۱۵۰ میلیون بسته به ۳۰۰ میلیون رسید که بیشتر آن را تولید داخلی تأمین می‌کرد. کارخانه ممتاز در این مجموع ۶۰ درصد تولید را در اختیار داشت همچنانی که کارخانجات نیمه اتوماتیک ۹۰ درصد بازار را تشکیل می‌دادند و کارخانجات دستی تنها ده درصد آن را صاحب بودند. قیمت هر قوطی کبریت حدوداً برابر با ۶۰ دینار (۱۲ شاهی) بود. بازار صادراتی کبریت که برای ایران در این سال‌ها به وجود آمده بود موجب ازدیاد کارخانجات دستی شد اما با تولید کبریت‌های نامرغوب باعث از دست رفتن این بازار گردید. کبریت ممتاز مرغوب‌ترین نوع کبریت را در آن زمان داشته و کارخانجات دستی به دلیل عدم توانایی در رقابت در معرض ورشکستگی بودند.
 

از نظر تعداد کارگران کارخانجات نیمه اتوماتیک تنها هزار کارگر داشتند که در مقابل به دلیل تعدد کارخانجات دستی ۳ هزار کارگر داشتند. همچون صنایع دیگر استفاده از کودکان در کارخانجات دستی نیز شایع بوده. طبق اصل گزارش: 
کارخانجات دستی به‌طور کلی بر اساس استفاده از کودکان خردسال ایجاد شده‌اند زیرا این نوع کاردستی با فرزی انگشتان ظریف اطفال با صرفه تر بوده و بهتر میسر است و بر عکس این نوع کار یکنواخت و خسته کننده از حوصله و ذوق کارگر بزرگ‌سال خارج است. در صنایعی که اطفال بعنوان کار آموز بکار گماشته می‌شوند چون استفاده از وجود آنها بیشتر بعلت قلت دستمزد است کار اطفال را باید در حقیقت استثمار دانست لکن به‌طور کلی در صنعت - کبریت سازی چون مزدی که خرد سالان دریافت می‌نمایند براساس مقاطعه است بسا می‌شود که مزد اطفال ماهر و مستعد در کارخانجات کبریت سازی دستی خیلی بیشتر از مزدی است که اطفال در سایر صنایع عاید می‌کنند.

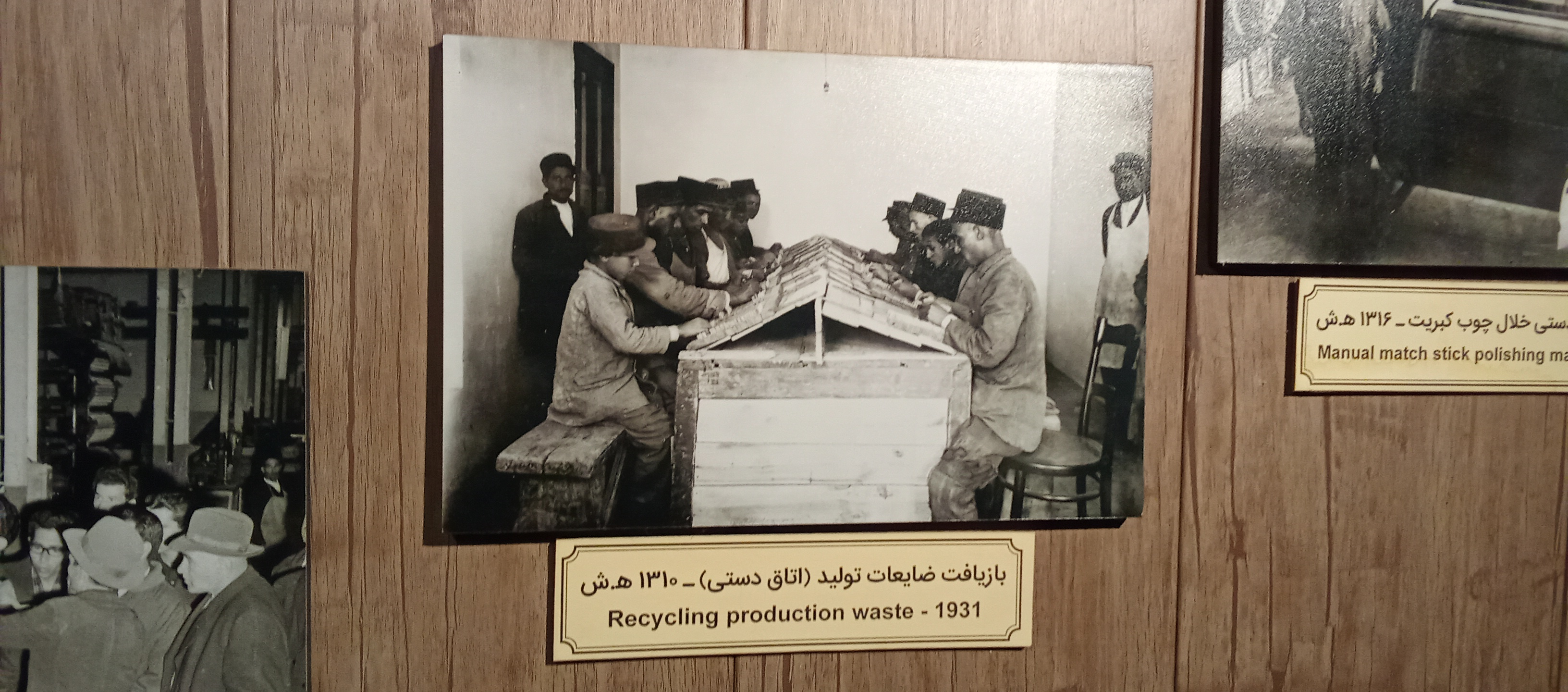
نگاره ای از کودکان کار

در ادامه اشاره می‌شود به دلیل عدم توانایی رقابت با کارخانجات نیمه اتوماتیک دیگر استفاده از کودکان هم صرفه نداشته و این عمل صَرف نظر از استثمار، توسط بیمه و قوانین کار کاملاً مردود حساب می‌شود.

#### برخی از عناوین کارخانه‌های تولید کبریت
ممتاز، توکلی، هما، فرشته، عنقا، باختر، همایون، ژاله، تهران، افسر، گیلان، امید، فروزان و میهن

## بعد از انقلاب
در سال ۵۸ کارگران پیشرو کارخانه کبریت سازی تبریز (توکلی) در اعلامیه ای تند و با لحن کمونیستی با عنوان «توطئه‌های توکلی را افشا می‌کنیم» شرح می‌دهند که دو مأمور مسلح یکی از نمایندگان شورای کارخانه را به دفتر حزب جمهوری خلق مسلمان برده. و با بازجویی از وی علت تعطیلی پنجشنبه کارخانه را خواستار می‌شوند.
در جریان قانون حفاظت و توسعه صنایع ایران کارخانه کبریت توکلی مصادره شد و به کبریت ۲۹ بهمن تغییر نام یافت و در نهایت سال ۱۳۷۱ در شرایط زیان ده به مالکان خود بازگردانده شد. در همان سال کارخانه کبریت مشگین توسط خانواده خویی در جهت محرومیت زدایی در مشگین‌شهر تأسیس شد.
در سال ۱۴۰۳ از میان ۵۳ کارخانه کبریت سازی تنها ۴ کارخانه باقی مانده که عبارتند از: کبریت توکلی، ممتاز، سه ستاره زنجان، مشگین

## در فرهنگ عامه

#### مگه اومدی آتیش ببری
قبل از همه‌گیری کبریت، آتش معمولاً از همسایه‌ها گرفته می‌شد همچنین در ایلات اگر آتش خاموش می‌شد باید به نزدیک‌ترین روستا می‌رفتند تا آتش بیاورند. به همین خاطر زمانی که مهمان زودتر می‌خواست ترک گوید به او می‌گفتند مگه اومدی آتیش ببری که زود می‌خوای بری.

#### کبریت بی‌خطر
کبریت بی‌خطر را مردم به شخصی نسبت می‌دهند که ناتوان و بی‌عرضه باشد.

## جلد قوطی کبریت

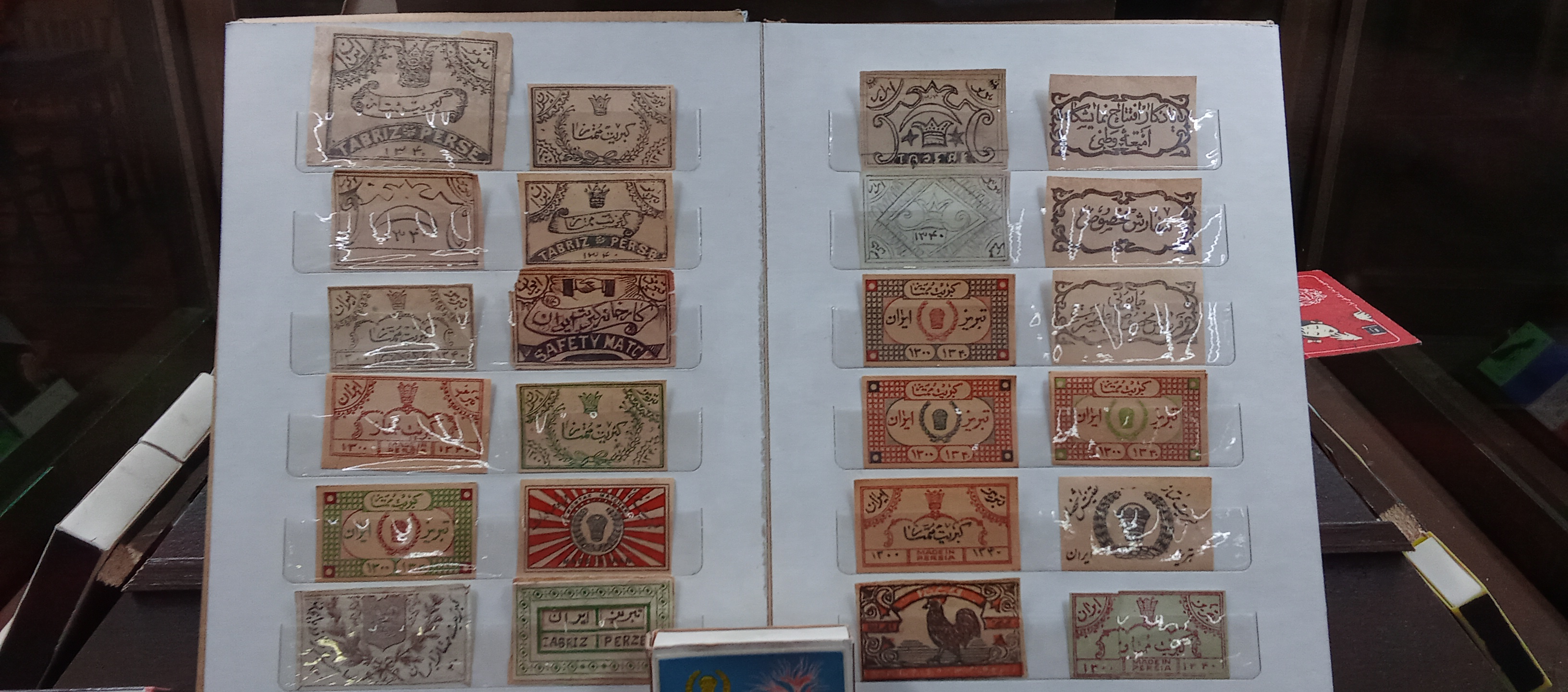
برچسب کبریت های قدیمی

کبریت احتمالاً جزو اولین رسانه‌های تبلیغاتی به دلیل فراگیری روزافزون آن بوده است. میرزاحسین واعظ با هدف مبارزه با استعمار روس‌ها با چاپ شعار ملی آن زمان «برای پیشرفت وطن امتعه داخلی ابتیاع کنید.» بر روی قوطی کبریت‌ها سعی در ترغیب مردم به خرید کالای داخلی داشت.
از اولین نمادهای حیوانات که روی جلد قوطی‌ها چاپ می‌شدند می‌توان به خروس (نمادی از بیداری)، شتر در جهت چپ به معنای تجارت و کاروان‌هایی است که در جاده ابریشم به سمت غرب حرکت می‌کردند اشاره کرد.

## مجموعه‌داری
کبریت نیز مانند تمبر و سکه کالای مورد توجه مجموعه داران است. با این تفاوت که کبریت بیشترین تنوع را در این میان دارد. همچنین که به ظرفیت تبلیغاتی و کلکسیونی کبریت توجه شده. کارخانه‌ها دست به تولید مجموعه کبریت‌هایی با موضوعات مختلف با بسته‌بندی مخصوص مختص مجموعه داران زده اند.

### انجمن مجموعه‌داران کبریت ایران
انجمن مجموعه‌داران کبریت ایران، که در تاریخ ۲۲ مهر ۱۳۹۸ تحت شماره ۶۶۱ به ثبت رسیده یک مؤسسه غیرتجاری که با هدف ترویج فرهنگ، حفاظت و نگهداری از میراث ملی، فرهنگی و صنعتی ایران، به خصوص در حوزه کبریت است.

### موزه کبریت تبریز

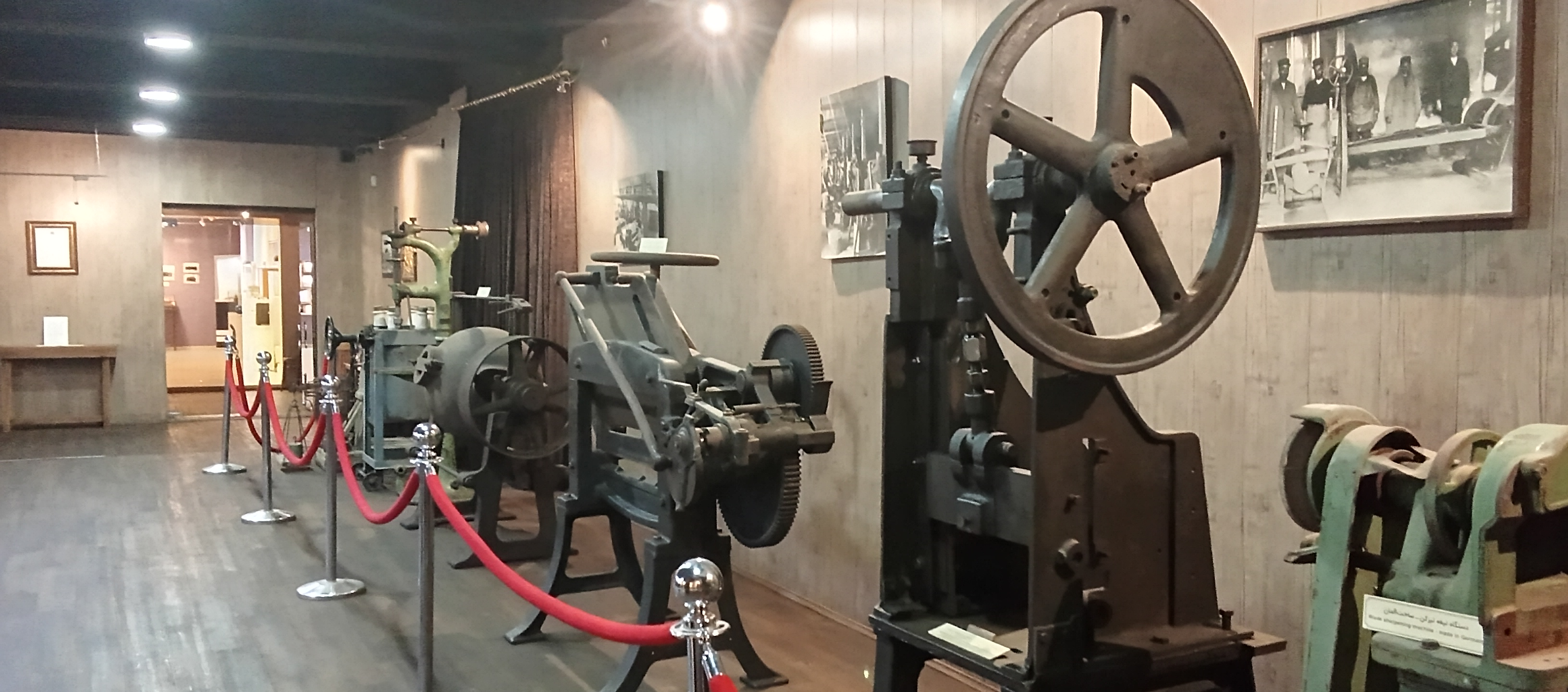
موزه کبریت تبریز

اولین موزه کبریت ایران در سال ۱۳۹۸ در تبریز توسط کبریت ممتاز در نزدیکی کارخانه تأسیس شد. موزه شامل کلکسیونی از کبریت‌های تاریخی، دستگاه‌های تولید کبریت، اسناد و مدارک و همچنین آلات کارخانه و شجره نامه ای از خاندان خویی می‌باشد.

## کتابشناسی
1. سیدی، مهدی (۱۳۴۷). راهنمای کبریت ایران.
2. صادقی، مهدی (۱۳۹۴). کتاب کبریت ایران. ج. ۱ و ۲.
3. آسایش تایینی، امیر حسین؛ روح‌اللهی، جعفر؛ هنر، نویان (۱۳۹۷). راهنمای کبریت‌های ایران.
4. مهاجر، شهروز (۱۳۹۷). کبریت.

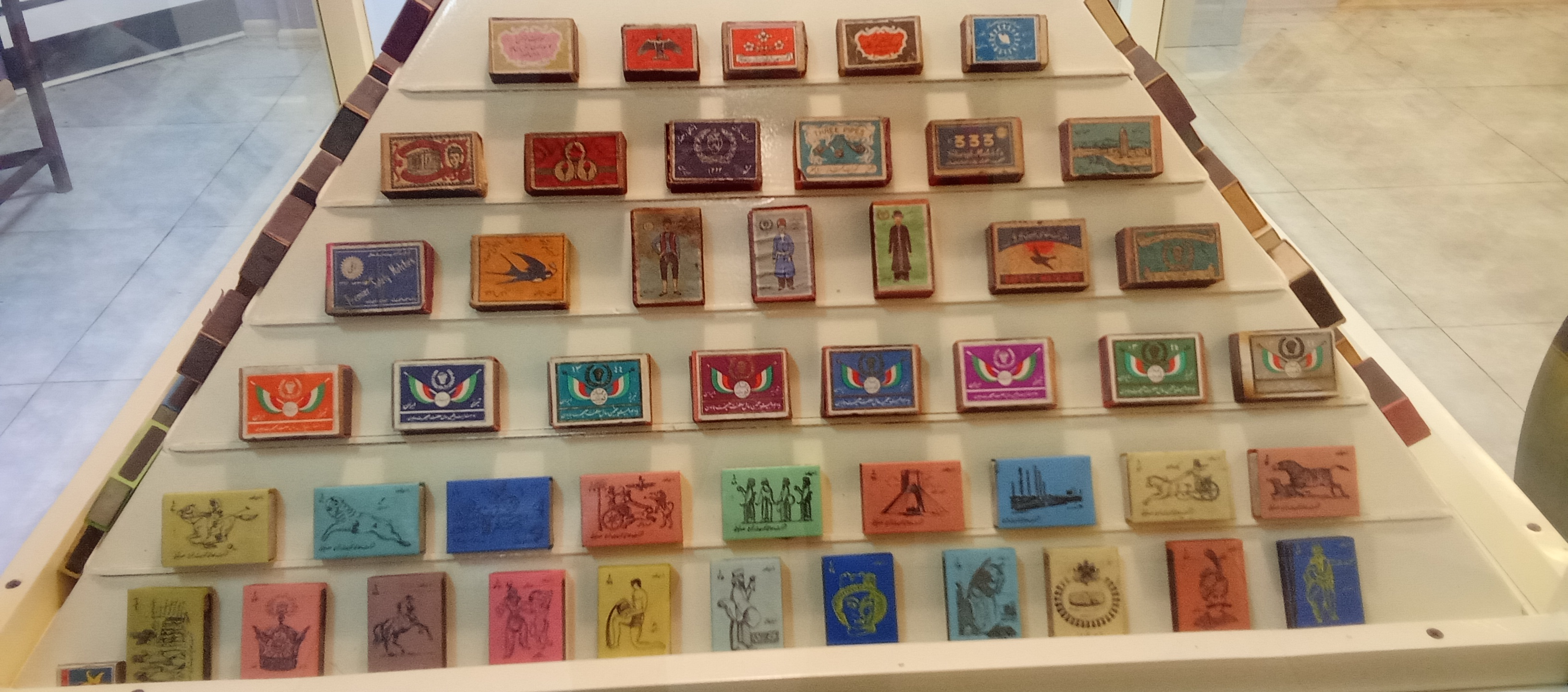
کبریت‌های ممتاز
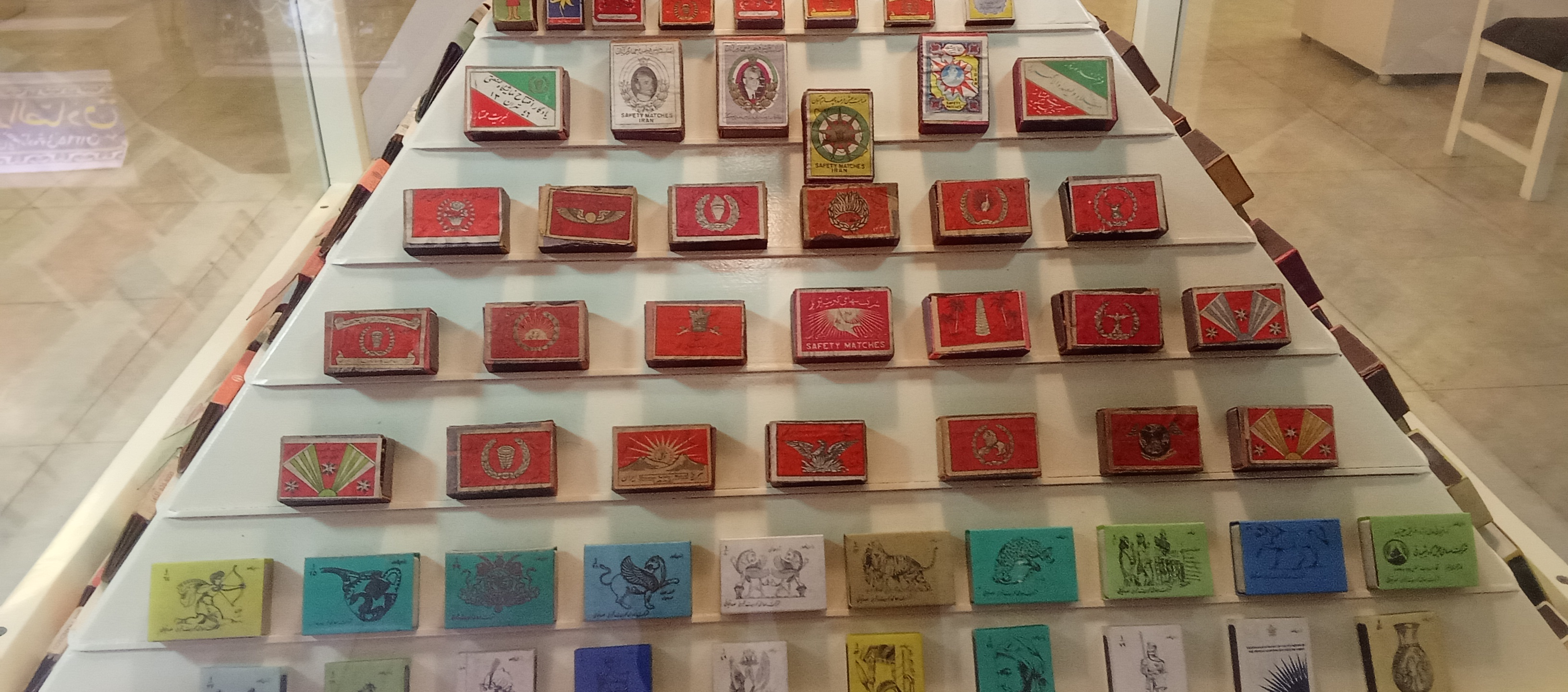
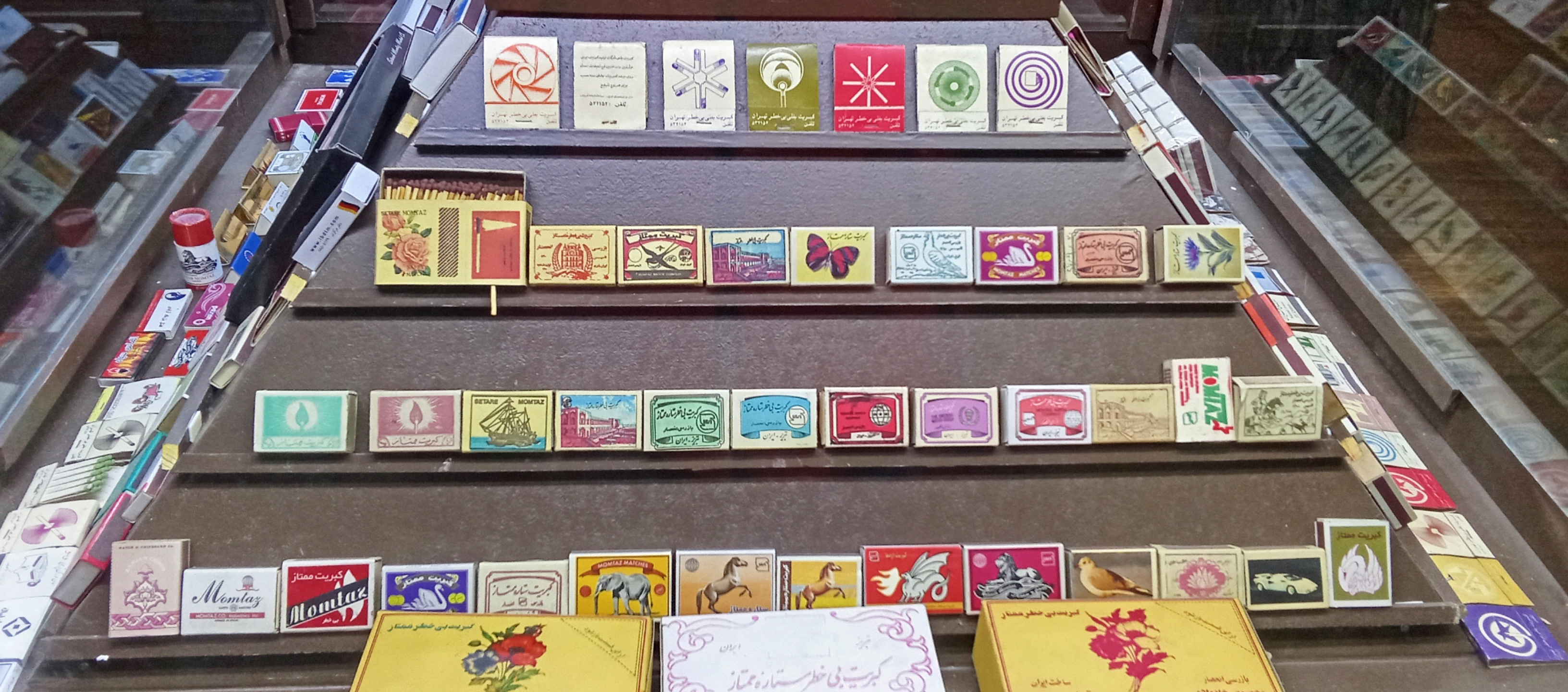
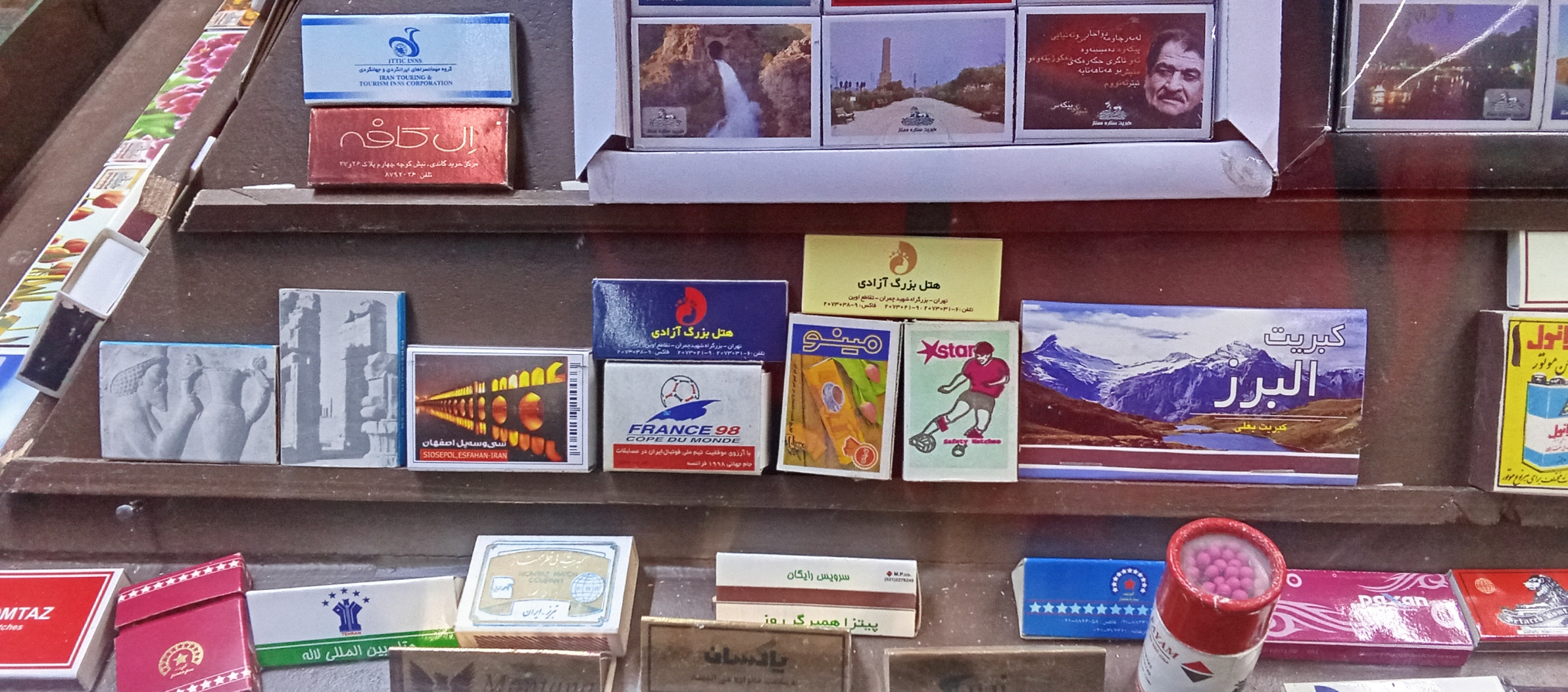
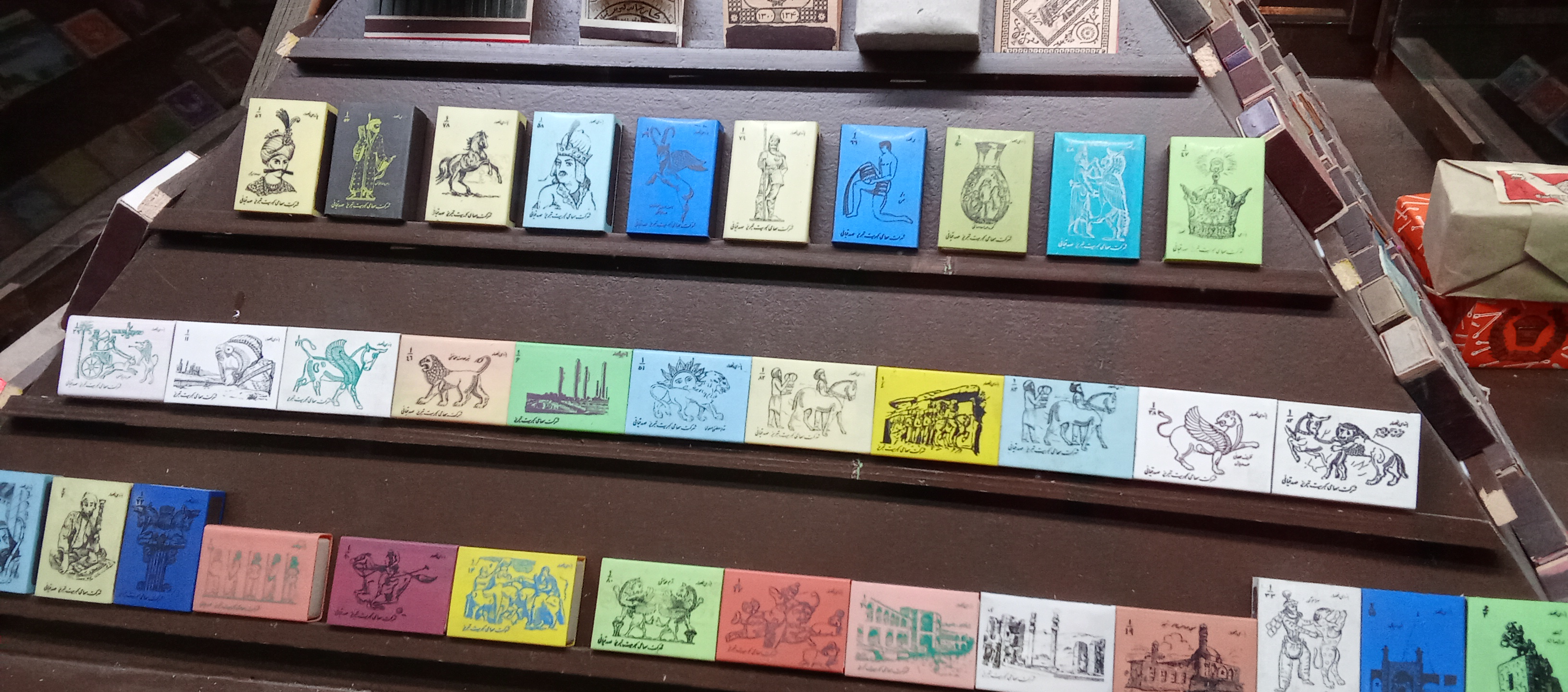
کبریت‌های پلاستیکی